# Women's Franchise Union
Women's Franchise Union (WFU), var en kvinnoorganisation i Sri Lanka (då en del av Brittiska Indien), grundad 1927.
Det var den första och huvudsakliga organisationen för införandet av rösträtt för kvinnor på Ceylon.
Aktivism i frågan hade förekommit sedan 1909 från Ceylon Women's Union och buddhistiska Mallika Kulangana Samitiya, men det hade inte funnits någon organisation som fokuserade på frågan, och därför grundades WFU av Mary Rutnam och Agnes Nell med Agnes De Silva som ordförande. 
WFU verkade för att kvinnlig rösträtt skulle inkluderas i arbetet med en ny konstitution, 1928 Donoughmare Commission on Constitutional Reform, som då förbereddes av britterna. 
Den petition om kvinnlig rösträtt som Agnes De Silva lade fram inkluderades i den konstitution som vann laga kraft 1931. WFU hade då uppnått sitt mål. Den efterträddes av Lanka Mahila Samiti (Women’s Association), som grundades samma år och grundade lokalföreningar över hela ön för att verka för de medborgerliga rättigheter som uppnåtts med rösträtten, och slutligen paraplyorganisationen Women’s Conference 1944, som organiserade kvinnorörelsen nationellt. 